# Roßla
Roßla è una frazione del comune tedesco di Südharz, nella Sassonia-Anhalt.
Qua nacque l'ufficiale ed astronomo dilettante Wilhelm von Biela.

## Storia
Già comune indipendente, Roßla fu citata per la prima volta nel 996 e costituiva un piccolo centro rurale. Si trova nel territorio detto Goldene Aue.
Il 1º gennaio 2010 il comune di Roßla si unì ai comuni di Bennungen, Breitenstein, Breitungen, Dietersdorf, Drebsdorf, Hainrode, Hayn (Harz), Kleinleinungen, Questenberg, Rottleberode, Schwenda e Uftrungen, formando il nuovo comune di Südharz, del quale oggi è una frazione.